# Ruth Jacoby
Ruth Evelyn Jacoby (* 13. Januar 1949 in New York) ist eine schwedische Diplomatin und ehemalige Botschafterin in Berlin.

## Leben
Ruth Jacoby ist eine Tochter des gebürtigen Berliner Rechtsanwalts Erich Hellmuth Jacoby (1903–1979), der 1933 vor den Nazis flüchtete und 1956 die schwedische Staatsbürgerschaft annahm. Ihr Vater arbeitete Ende der 1940er Jahre bei den Vereinten Nationen in New York und dann bei der Welternährungsorganisation (FAO) in Rom, wo Ruth die Deutsche Schule besuchte. Bis 1971 studierte sie Wirtschaftswissenschaften, Geschichte und Philosophie an der Universität Uppsala.
1972 trat Jacoby in den auswärtigen Dienst und durchlief bis 1998 verschiedene Positionen im schwedischen Außenministerium und den Auslandsvertretungen, unter anderem bei der OECD in Paris, der Weltbank in Washington, D.C. und den Vereinten Nationen in New York. 2006 wurde Jacoby zur Botschafterin gegenüber Deutschland ernannt, einen Posten, den sie bis 2010 innehatte. Von 2010 bis 2015 war sie Botschafterin gegenüber Italien, San Marino und Albanien mit Dienstsitz in Rom.